# NKドラヴァ・プトゥイ
NKドラヴァ・プトゥイ (スロベニア語: Nogometni Klub Drava Ptuj) はかつてスロベニア・プトゥイに本拠地を置いていたサッカークラブである。

## 歴史
クラブ名はプトゥイ市内を流れるドラーヴァ川に由来する。スロベニアのトップディビジョンである1.SNLには7シーズンほど在籍した。
2010–11シーズン終了後、2.SNLに在籍していたクラブはスロベニアサッカー協会からライセンス交付を拒否され解散した。
2004年にユースチームとして創設されたNŠドラヴァ・プトゥイは現在も活動を続けているが、スロベニアサッカー協会は両者を全くの別物として扱っている。

## タイトル

### 国内タイトル
- 3.SNL: (2)

1993–94, 2000–01
- リージョナルリーグ: (1)

1992–93

### 国際タイトル
なし

## 国際大会での成績
| シーズン | 大会                   | ラウンド | 国籍           | クラブ               | ホーム | アウェイ | 合計 |
| -------- | ---------------------- | -------- | -------------- | -------------------- | ------ | -------- | ---- |
| 2005     | UEFAインタートトカップ | 1回戦    | クロアチアの旗 | NKスラヴェン・ベルポ | 0–1    | 0–1      | 0–2  |

## 歴代所属選手
- ジョン・オグ 2006-2010
- シニシャ・アンジェルコビッチ 2008-2009
- デニス・ハリロヴィッチ 2008-2009
- ボルト・セムレル 2008-2009